# Ctenus potteri
Ctenus potteri este o specie de păianjeni din genul Ctenus, familia Ctenidae, descrisă de Simon, 1901. Conform Catalogue of Life specia Ctenus potteri nu are subspecii cunoscute.